# Списак приказа Срба и Србије у иностраним продукцијама
Списак приказа Срба и Србије у иностраним продукцијама обухвата приказе Срба и Србије у филмовима, серијама и другим аудиовизуелним делима продуцираним ван Републике Србије или у српској мањинској копродукцији.
Највећи део приказа је везан за значајне историјске догађаје. По завршетку ратова деведесетих долази до снимања филмова који представљају Србе или српске војске као антагонисте, што је коришћено и као средство ратне пропаганде, доприносећи развитку и установљавању негативних стереотипа о нацији у иностранству.

## Историјска позадина
Већина спомена Срба или Србије у иностраним остварењима везана је за значајне историјске догађаје и конфликте, посебно Мајски преврат, Први светски рат, Други светски рат те Рат у Хрватској, Рат у Босни и Херцеговини и Рат на Косову и Метохији.
Међу прве познате филмове убрајају се „лажни филмски журнали” (игране реконструкције догађаја) на тему Мајског преврата, који је шокирао јавност и елите тадашње Европе. Први такав журнал продуцирао је најзначајнији француски продуцент тог периода Шарл Пате, под насловом Убиство српске краљевске породице. Филм је снимљен под окриљем продуцентске куће "браћа Пате" и доживео је велики успех широм Европе, док је у Србији био забрањен. Касније се у Енглеској продуцирају слични журнали Убиство српског краља и краљице и Српска трагедија, чије копије нису сачуване. Шест година касније Пате је снимио нову верзију свог ранијег филма под насловом Београдска трагедија.
У низу филмова снимљених током и по завршетку ратова деведесетих, српска војска и народ су приказивани као негативци, најчешће организовани криминалци, ратни злочинци, терористи, силоватељи, четници, нацисти и други злочинци. Током филмова Срби или српска војска су углавном означени као „они”, односно као странци и окупатори а не народ који на тим просторима живи вековима. Ликови који су Срби су пре као и након ратног периода доживљавани као сиромашни, необразовани емигранти, физички радници, ратници, полицајци и полудемонска бића.

## Анализа приказа
Филмска индустрија у савременом добу игра кључну улогу при ревизији историје. Поред војног оружја постоји велика уништавајућа моћ аудиовизуелних дела, при чему је циљ што више оцрнити супростављене народе и државе. Тако се кроз филмове, ТВ серије, видео игре и друга остварења саопштавају смишљене конструкције у вези са ратовима деведесетих година. Холивудска продукција, коју су касније пратиле босанскохерцеговачка, хрватска и друге, акцентују и развијају негативне стереотипе о српском народу.
Социолог Слободан Вуковић сматра да су управо медији имали значајну улогу у распаду Југославије и представљању негативне стереотипске слике о Србима, при чему су се често користили лажним снимцима и фокусирали снимке који приказују патње цивила, истовремено игноришући злочине над и страдања српског народа.
Професор социологије Владимир Вулетић сматра да је демонизација Срба у Холивуду допринела стварању стереотипа о српској нацији у иностранству. 
Вулетић наглашава да су такви стереотипи инспирисали појединце који су хтели да се идентификују са "лошим момцима" за чињење злочина, попут напада у Норвешкој и напада у у џамији на Новом Зеланду, иако починитељи нису знали ништа о том периоду историје или имали било какву везу са Србима.
Оријенталиста др Дарко Танасковић сматра да се у Турској  кроз филмове и серије такође гради стереотип о Србима као негативцима, са намером да се вековима постојани негативни стереотип и виђење Турака у Европи ублажи те да се та пројекција делом пренесе на друге народе.

## Списак
| Оригинални наслов                                | Наслов на српском                    | Земља                                     | Година     | Глумац и улога                                  | Опис улоге/приказа |
| ------------------------------------------------ | ------------------------------------ | ----------------------------------------- | ---------- | ----------------------------------------------- | --- |
| The Captive                                      | Заточеник                            | САД                                       | 1915.      | Бленш Свит - Соња Мартиновић                    | Приказ судбине породице из Црне Горе која је унесрећена током ратова са Турцима. |
| Königin Draga                                    | Краљица Драга                        | Аустрија                                  | 1920.      |                                                 | Прича о животу Драге Машин. |
| The Merry Widow                                  | Весела удовица                       | Уједињено Краљевство                      | 1925.      | Џон Гилберт — принц Данило Петровић Његош       | Прича о романси принца Данила и плесачице Сели О’Хара чијој се вези противи краљ Никита I од Монтебланка. |
| Die Geliebte auf dem Königsthron (Draga Maschin) | Љубимица гувернера                   | Немачка                                   | 1927.      | Магда Соња — Драга Машин                        | Прича о животу Драге Машин. Лик Драге тумачи звезда немог филма Магда Соња. |
| A Woman Command                                  | Жена командује                       | Сједињене Америчке Државе                 | 1932.      | Пола Негри — Драга Машин                        | Љубавна прича краља Александра и краљице Драге. Филм је уједно и први звучни филм култне глумице епохе немог филма Поле Негри. |
| Storm at Daybreak                                | Олуја у сутон                        | САД                                       | 1933.      | Волтер Хјустон — мајор Душан Радовић            | Душан покушава да заштити свој народ од мађарских власти и избалансира лојалност српског становништва аустро-угарској круни. |
| Menschen im Sturm                                | Људи у олуји                         | Нацистичка Немачка                        | 1941.      | Неколико улога представља српску страну.        | Пропагандни филм у коме српске власти малтретирају домицијално немачко становништво. |
| Cat people                                       | Људи мачке                           | САД                                       | 1942.      | Симон Симон — Ирена Дубровна Рид                | Српска модна илустраторка која је у страху да ће се преворити у жену-мачку. |
| Chetniks - fighting guerillas                    | Четници — борбена герила             | САД                                       | 1943.      | Филип Дорн — Дража Михаиловић                   | Генерал Михаиловић води покрет отпора у борби против окупатора. |
| Undercover                                       | Прикривени                           | УК                                        | 1943.      |                                                 | Приказ борбе против немачког окупатора. |
| The Mask of Dimitrios                            | Маска Димитриоса                     | САД                                       | 1944.      |                                                 | |
| Die letzte Chance                                | Последња шанса                       | Швајцарска                                | 1945.      |                                                 | Један од епизодник ликова је из Београда и на кратко говори српски. |
| On the Waterfront                                | На доковима Њујорка                  | САД                                       | 1954.      |                                                 | Један од криминалаца на доковима је Младен Секулович, што је родно име америчког глумца српског порекла Карла Малдена. |
| Die letzte Brücke                                | Последњи мост                        |                                           | 1954.      |                                                 | Српски партизан помаже рањеној немачких медицинској сестри. |
| The Yellow Rolls-Royce                           | Жути Ролс-Ројс                       | САД                                       | 1964.      | Омар Шариф — Давич                              | |
| Nadja à Paris                                    | Нађа у Паризу                        | Француска                                 | 1964.      | Нађа Тешић                                      | Натурализована Американка југословенског порекла, из Београда, приказује свој живот у Паризу и како ју је град променио. |
| Тело за Франкенштајна                            | Flesh for Frankenstein               | САД Италија Француска                     | 1973.      |                                                 | Доктор Франкенштајн трага за идеалним примерком Србина зато што „српска раса потиче од директних потомака славне Античке Грчке”. |
| Murder on the Orient Express                     | Убиство у Оријент експресу           | Уједињено Краљевство                      | 1974.      |                                                 | Воз се задржава у Београду и другим деловима тадашње Југославије. |
| Gus                                              | Гас                                  | САД                                       | 1976.      |                                                 | [ 36 ] |
| Force 10 from Navarone                           | Снага 10 са Наварона                 | Уједињено Краљевство                      | 1978.      |                                                 | Британски командоси су послати на тајну мисију са циљем да ликвидирају извесног Николаја, немачког шпијуна. Инфилтрирају се у Југославију где долазе у сукоб и бивају заробљени од стране локалних снага Југословенске војске у отаџбини. Спасавају их партизани и сарађују са њима ка извршењу мисије. |
| Heaven's Gate                                    | Врата раја                           | САД                                       | 1980.      |                                                 | Амерички мигранти у филму говоре српски језик. |
| Four Friends                                     | Четири пријатеља                     | САД                                       | 1981.      | Крег Вејсон — Данило                            | Приказује проблеме и живот Данила Прозора, имигранта из Југославије. |
| E la nave va                                     |                                      | Италија                                   | 1983.      |                                                 | Италијански брод прима српске избеглице за време Првог светског рата. |
| All the Right Moves                              | Сви прави потези                     | САД                                       | 1983.      | Том Круз — Стефан Ђорђевић                      | |
| Maria's Lovers                                   | Маријини љубавници                   | САД                                       | 1984.      |                                                 | Приказ живота друге и треће генерације породице Бибич у САД. |
| To Live and Die in L.A.                          | Живети и умрети у Л.А.               | САД                                       | 1985.      | Џон Панков — Џон Вукович                        | Вукович је полицајац српског порекла интегрисан у америчко друштво. |
| Alf                                              | Алф                                  | САД                                       | 1986.      |                                                 | Један од ликова који се спомиње у првој епизоди је Небојша из Југославије, Београда. |
| Crocodile Dundee II                              |                                      | Аустралија                                | 1988.      |                                                 | Група српских лопова краде уметничке слике Реноара и ван Гога. |
| The Package?                                     | Пакет                                | САД                                       | 1989.      | Денис Франц — поручник Милан Делич              | |
| Lionheart                                        | Лавље срце                           | САД                                       | 1990.      | Војислав Говедарица — Хартог                    | Француски легионар српског порекла коме је конфронтиран Лајон (Жан-Клод ван Дам). |
| Framed                                           |                                      | САД                                       | 1990.      |                                                 | Један од лопова уметнина Зоки је Србин (који је приказан као црнац). |
| Srpski vodovi smrti                              |                                      | Хрватска                                  | 1991.      |                                                 | Хрватски пропагандни филм о злочиначком карактеру српске војске и народа. |
| Das serbische Mädchen                            | Српкиња                              | Немачка                                   | 1991.      | Мирјана Јоковић — Добрила                       | Наивна српска сељанка која одлази да живи код момка у Хамбург. |
| The Last Boy Scout                               | Последњи скаут                       | САД                                       | 1991.      |                                                 | Главни ликови говоре о оружју којим мафија тргује које је намењено српским борцима за слободу, да би се исправили и навели да се ради о српским терористима. |
| Benny's Video                                    | Бенијев видео                        | Аустрија, Швајцарска                      | 1992.      |                                                 | Вести о Србији иду на телевизору током филма. |
| Serbian Epics                                    | Српска епика                         | Уједињено Краљевство                      | 1992.      |                                                 | Документарни филм Павликовског који антрополошки прилази српској страни током Босанског рата, приказујући митове иза војних акција. |
| Vrijeme za…                                      |                                      | Хрватска                                  | 1993.      |                                                 | Српска војска (приказани као четници) нападају мирно хрватско село где чине ратне злочине, ломе крстове и пуцају на Христово распеће. |
| Seaquest DSV                                     |                                      | САД                                       | 1993.      | Вилијам Шетнер — Милан Тезлоф                   | У седмој епизоди прве сезоне Шетнер игра српског диктатора у 2032. који је осуђен због смрти пет стотина Сплићана. |
| Cijena života                                    |                                      | Хрватска                                  | 1994.      |                                                 | Протагониста филма бежи из српског кампа. |
| Vukovar se vraća kući                            |                                      | Хрватска                                  | 1994.      |                                                 | ЈНА и српске паравојне снаге приказане су као злочиначке и криминалне. |
| Legends of the Fall                              | Легенда о јесени                     | САД                                       | 1994.      |                                                 | Пуковник Ладлоу (Ентони Хопкинс) забринуто разматра да кајзер неће спречити уништење Срба (Први светски рат). |
| JAG                                              |                                      | САД                                       | 1995.      |                                                 | Срби (приказани као четници) обарају авион УН који се приближава Сарајеву. Српске снаге ангажују италијанску мафију да обавља прљаве послове за њих. |
| Seinfeld                                         | Сајнфелд                             | САД                                       | 1995.      |                                                 | У епизоди 126 постоји референца на "српске тушеве". |
| The Rock                                         | Стена                                | САД                                       | 1996.      |                                                 | Срби из Босне на почетку филма шаљу токсичне супстанце спакован у лутку са намером да изведу терористички напад. |
| Anđele moj dragi                                 |                                      | Хрватска                                  | 1996.      |                                                 | Српска паравојска напада и уништава мирољубиво хрватско село. |
| Smogovcu u domovinskom ratu                      |                                      | Хрватска                                  | 1996.      |                                                 | Смоговци бране земљу од злих агресорских снага. |
| The Glimmer Man                                  |                                      | САД                                       | 1996.      |                                                 | Главни лик у филму (Стивен Сигал) и његов саговорник спомињу заједничког познаника који продаје оружје "српским борцима за слободу" (контекст терориста). |
| The Peacemaker                                   | Миротворац                           | САД                                       | 1997.      |                                                 | Српски терористи хоће да разнесу зграду Уједињених нација. |
| Welcome to Sarajevo                              | Добродошли у Сарајево                | САД                                       | 1997.      |                                                 | Војска Републике Српске чине злочине над становништвом Сарајева. |
| La Femme Nikita                                  | Никита                               | Канада                                    | 1997.      |                                                 | У другој епизоди серије појављује се мистериозни ратни херој Јован Мијовић. Даље у серији постоји неколико спомена и дешавања у Србији, попут скривања црвене ћелије у Новом Саду. |
| Božić u Beču                                     |                                      | Хрватска                                  | 1997.      |                                                 | Војска локалних Срба приказана је као злочиначка. |
| Svaki put kad se rastajemo                       |                                      | Хрватска                                  | 1997.      |                                                 | Војска локалних Срба приказана је као злочиначка. |
| The X-Files                                      | Досије икс                           | САД                                       | 1998.      |                                                 | У дванаестој епизоди пете сезоне агент Фокс Молдер истиче да је за Србе обележје вампира црвена коса. |
| Shot Through the Heart                           |                                      | САД                                       | 1998.      | Винсент Перез — Славко                          | Инструктор снајпера Републике Српске који се суочава са својим најбољим пријатељом муслиманом Владом. |
| Kanjon opasnih igara                             |                                      | Хрватска                                  | 1998.      |                                                 | Три опасна четника беже из затвора и чине злочине над домицијалним хрватским становништвом. |
| Seven Days                                       | Седам дана                           | САД                                       | 1998.      |                                                 | У једној од епизода Срби из Босне долазе у посед нуклеарног оружја и желе да униште свет. |
| Blade                                            | Блејд                                | САД                                       | 1998.      |                                                 | Један од вампира у филму говори на српском. |
| Savior                                           | Спасилац                             | САД                                       | 1998.      | Сергеј Трифуновић, Наташа Нинковић              | Представљање свих страна у ратном сукобу. |
| Diplomatic Siege                                 | Непријатељ мог непријатеља           | САД                                       | 1999.      |                                                 | Српски терористи заузимају америчку амбасаду у Румунији. |
| Kina spiser de hunde                             | У Кини једу псе                      | САД                                       | 1999.      | Славко Лабовић — Ратко                          | Приказ српске криминалне организације. |
| U okruženju                                      |                                      | Хрватска                                  | 1999.      |                                                 | Група хрватских војника се бори са агресорским паравојним јединицама. |
| Dubrovački suton                                 |                                      | Хрватска                                  | 1999.      |                                                 | ЈНА и паравојне формације Срба приказане су као злочиначке. |
| Warriors                                         |                                      | УК                                        | 1999.      |                                                 | Група иностраних миротвораца покушавају да спасу групу муслиманских цивила од напада српских снага. |
| Friends                                          | Пријатељи                            | САД                                       | 1999.      |                                                 | Слободан Милошевић је приказан на насловној страници магазина Time, који чита Рос током лета за Лас Вегас. |
| Harrison's Flowers                               | Харисоново цвеће                     | САД                                       | 2000.      |                                                 | Српска војска и паравојне јединице (представљене као четници) чине злочине и демолирају град Вуковар. |
| Nebo sateliti                                    |                                      | Хрватска                                  | 2000.      |                                                 | Срби (иконографски приказани као четници) нападају домицијално становништво. |
| The Beach                                        |                                      | САД                                       | 2000.      |                                                 | Леонардо ди Каприо прича на српском заједно са другим пацифистима. |
| 24                                               | 24                                   | САД                                       | 2000.      | Денис Хопер — Виктор Дражен                     | Дражен је вођа српских терориста и криминалаца који су у првој сезони главни антагонисти. |
| Family Guy                                       | Породични човек                      | САД                                       | 2000.      |                                                 | Слободан Милошевић доноси колач направљени од људи групи терориста. |
| Law & Order: Criminal Intent                     | Ред и закон: Злочиначке намере       | САД                                       | 2001.      |                                                 | У четрнаестој епизоди прве сезоне истражује се силовање малолетнице за које је крив припадник Српске добровољачке гарде. |
| The Agency                                       |                                      | САД                                       | 2001.      |                                                 | У седмој епизоди прве сезоне, једном од ликова је брат нестао 1999. на Косову. Испрва је мислио да су га убиле српске снаге међутим касније је сазнао да га је убила ОВК заједно са српским цивилима што су његови надређени сакрили.                                                                   |
| The Fourth Angel                                 | Четврти анђео                        | САД                                       | 2001.      |                                                 | Срби спроводе терористичке активности и злочине. |
| Chasing Cain                                     |                                      | Канада                                    | 2001.      |                                                 | Србин убија Хрватицу, што је центар заплета филма. |
| Behind Enemy Lines                               | Иза непријатељских линија            | САД                                       | 2001.      |                                                 | Протагониста Вилсон бежи од Срба који покушавају да му отму снимке њихових ратних злочина који покушавају да прикрију постојање масовних гробница. |
| Band of brothers                                 | Браћа по оружју                      | САД                                       | 2001.      |                                                 | У претпоследњој епизоди неименовани човек носи свог рањеног саборца и моли америчке војнике да му помогну. |
| Sniper 2                                         | Снајпериста 2                        | САД                                       | 2002.      |                                                 | Амерички снајпериста убија српског генерала одговорног за ратне злочине. |
| Beck – Kartellen                                 |                                      | Шведска                                   | 2002.      |                                                 | Приказ српске криминалне организације у Шведској. |
| Extreme Ops                                      |                                      | САД                                       | 2002.      |                                                 | Српски ратни злочинац Слободан Павлов и његова група се крију дубоко у планинама где се сусреће са алпинистима. |
| The Bourne Identity                              | Борнов идентитет                     | САД                                       | 2002.      |                                                 | На почетку филма је приказан исечак из новина у коме се говори да је српски генерал извршио самоубиство. |
| Guerreros                                        | Ратници                              | Шпанија                                   | 2002.      |                                                 | Шпански војници у оквиру мировне мисије се сукобљавају и сведоче злочинима српске стране. |
| Welcome to Collinwood                            | Добродошли у Колинвуд                | САД                                       | 2002.      |                                                 | Приказани су српски криминалци који дејствују по Чикагу. |
| Бригада                                          | Сашина екипа                         | Русија                                    | 2002.      |                                                 | Пријатељ Саше Белова (Сергеј Безруков) је био добровољац на српској страни током ратова деведесетих. |
| Bad Company                                      |                                      | САД                                       | 2002.      | Метју Марш — Драган Анђић                       | Главни антагониста Драган Анђић је Србин који води глобалну терористичку организацију Црна рука. |
| Juwanna Mann                                     |                                      | САД                                       | 2002.      |                                                 | Магда Ровонович - кошаркашица из Србије |
| City by the Sea                                  |                                      | САД                                       | 2002.      |                                                 | Лик кога тумачи Роберт де Ниро коментарише да изглед једног дела града изгледа "као да је овуда прошла српска војска". |
| Gamle mænd i nye biler                           |                                      | САД                                       | 2002.      |                                                 | У филму су једни од негативаца припадници српске криминалне групе. |
| The Sopranos                                     | Породица Сопрано                     | САД                                       | 2002.      |                                                 | У трећој епизоди четврте сезоне, Кристифор Колумбо је поређен са Слободаном Милошевићем. |
| Prime Suspect 6: The Last Witness                |                                      | Уједињено Краљевство                      | 2003.      | Олег Меншиков — Милан Лукић                     | Српски ратни криминалци покушавају да ликвидирају сведоке својих злочина. |
| Gori vatra                                       |                                      | Француска, БиХ, Аустрија                  | 2003.      |                                                 | Војска Републике Српске приказана је као злочиначка. |
| South Park                                       | Саут Парк                            | САД                                       | 2003.      |                                                 | У седмој сезони постоји неколико помена "српско-јеврејских лажи и превара". |
| The Hunted                                       |                                      | САД                                       | 2003.      |                                                 | Антагониста на почетку филма у учествује у борбама на Космету (Ђаковица) и сведочи злочинима српске војске над албанским цивилним становништвом, што трајно утиче на његову психу. |
| Shattered Glass                                  |                                      | САД Канада                                | 2003.      |                                                 | Новинари у филму пишу чланак о Србији. |
| Spooks                                           | Оперативци                           | Уједињено Краљевство                      | 2003.      | Драган Мићановић — Радо                         | Мићановић у првој епизоди друге сезоне глуми српског ратног злочинца и терористу који се у једном тренутку жали да његов народ западњаци демонизују. |
| The Saddest Music in the World                   |                                      | Канада                                    | 2003.      |                                                 | Један од такмичара у филму је музичар Гаврило Велики који држи срце свог покојног сина у посуди, као сећање на жртве Првог светског рата. |
| Remake                                           |                                      | Босна и Херцеговина                       | 2003.      |                                                 | Протагониста филма је био у српском војном логору. |
| Den gode strømer                                 |                                      | Данска                                    | 2004.      |                                                 | Полиција се сукобљава са српским криминалцима. |
| My Name Is Modesty: A Modesty Blaise Adventure   |                                      | САД                                       | 2004.      |                                                 | Модести је као мала била у логору српске војске, одакле беже и успева да убије неколико војника. |
| The Bourne Supremacy                             | Борнова надмоћ                       | САД                                       | 2004.      |                                                 | У приказаном чланку из новина се наводи да се српски генерал удавио након несреће на броду. |
| Spartan                                          |                                      | САД                                       | 2004.      |                                                 | Српкиња води ланац проституције. |
| Layer Cake                                       |                                      | Уједињено Краљевство                      | 2004.      | Драган Мићановић — Дрогон                       | Дрогон је вођа српске криминалне групе. |
| The Good Cop                                     |                                      | Норвешка                                  | 2004.      |                                                 | Протагонисту јури неколико криминалних организација, укључујући и српске дилере хероина. |
| R.I.S. - Delitti imperfetti                      | Несавршени злочини                   | Италија                                   | 2004.      |                                                 | У једној епизоди се појављује Србин (терориста), који покушава да активира бомбу на јавном месту. |
| Go West                                          |                                      | Босна и Херцеговина                       | 2005.      | Тарик Филиповић — Милан                         | Српско-муслимански геј пар који покушава да опстане током рата и нетрпељивости те емигрира у западну Европу. |
| Assault on Precinct 13                           | Напад на полицијску станицу 13       | САД                                       | 2005.      | Титус Веливер — Милош                           | На почетку филма протагониста и група полицајаца се обрачунава са српским криминалцима. |
| Extras                                           |                                      | Уједињено Краљевство                      | 2005.      |                                                 | У првој епизоди је приказ снимања филма у коме војска Републике Српске малтретира и врши ратне злочине над цивилима. |
| The Pacifier                                     |                                      | САД                                       | 2005.      |                                                 | Срби су приказани као терористи на почетку филма. Ликвидира их протагонста филма Шејн Вулф, кога тумачи Вин Дизел. |
| Pusher III                                       |                                      | Данска                                    | 2005.      | Златко Бурић — Мило                             | Мило је вођа српског нарко картела у Данској. |
| It's Always Sunny in Philadelphia                | Увек је сунчано у Филаделфији        | САД                                       | 2005.      |                                                 | У једанаестој епизоди главни ликови желе да сниме филм о "српском геноциду". |
| Nafaka                                           |                                      | Босна и Херцеговина                       | 2006.      | Саша Петровић — Немања                          | Немања прелази са српске на муслиманску страну током рата. |
| Anatema                                          | Анатема                              | Албанија                                  | 2006.      |                                                 | Српска војска на челу са пуковником Лиличем чини силовања и друге злочине над Албанцима. |
| Severance                                        | Викенд страха                        | Уједињено Краљевство Немачка              | 2006.      |                                                 | Група запослених на тимбилдингу у Источној Европи се губи на путу у природи и и пита се да ли је у Србији или Румунији и да ли у шуми има медведа. |
| Love Comes to the Executioner                    | Љубав долази код џелата              | САД                                       | 2006.      | Џонатан Такер — Хек Пригушивач                  | Хек је студент класичних наука који живи у Новој Приштини, има наслеђену жељу за убијањем коју задовољава заспослењем на позиција извршитеља смртних казни. |
| Avenger                                          |                                      | САД                                       | 2006.      |                                                 | Сина америчког сенатора киднапују Срби због чега у Босну долази ЦИА специјалац. |
| Etjet e Kosovës                                  |                                      |                                           | 2006.      |                                                 | Српска војска чини етнички мотивисане злочине над албанским живљом. |
| La Californie                                    |                                      | Француска                                 | 2006.      | Радивоје Буквић — Стефан                        | Приказ живота српских избеглица Стефана и Мирка који живе на француској ривијери. |
| The Prestige                                     | Престиж                              | САД                                       | 2006.      | Дејвид Боуви — Никола Тесла                     | |
| Hotel Babylon                                    | Хотел Вавилон                        | Уједињено Краљевство                      | 2006.      |                                                 | Један од ликова путује кроз време да би спречио куповину плутонијума од стране Срба који праве договоре са америчким терористима. У другој епизоди проблем који прави насилни гост у хотелу решавају "Serbian cleaners".                                                                                |
| Breaking and Entering                            |                                      | Уједињено Краљевство                      | 2006.      |                                                 | Миро је Србин избеглица из Босне који је изгубио оца током рата. |
| Mörderischer Frieden                             |                                      | Немачка                                   | 2007.      |                                                 | Два војника КФОРа спашавају Српкињу од освете Албанског детета. |
| In the Name of the Son                           | У име сина                           | САД, БиХ, Индија                          | 2007.      | Џек Димић — Павле                               | Павле је бивши војник ВРС који се у САД поново сусреће са некадашњим бошњачким заробљеником коме је поштедео живот за време рата. |
| Next                                             | Следеће                              | САД                                       | 2007.      | Сергеј Трифуновић — Мистер Вајт                 | Трифуновић глуми снајперисту српског порекла, који у једној сцени псује на српском. |
| The Hunting Party                                | Лов у Босни                          | САД                                       | 2007.      |                                                 | Прича о екипи која трага за српским ратним злочинцем. |
| James Blunt: Return to Kosovo                    |                                      | УК                                        | 2007.      |                                                 | Британски војник се након службе током деведесетих враћа на територију Косова и Метохије. |
| The Crew                                         |                                      | Аустралија                                | 2008.      | Мем Ферда — Душан                               | Приказ српске криминалне организације у Аустралији. |
| Traitor                                          |                                      | САД                                       | 2008.      |                                                 | Приказ српске стране у рату у Босни као злочиначке и криминалне. |
| The Day the Earth Stood Still                    | Дан када је Земља стала              | САД                                       | 2008.      |                                                 | У филму је приказан кадар из дешавања током демонтрација петог октобра, у другом делу филма се спомиње лоше друштво, српски терористи самоубице. |
| Babylon A.D.                                     |                                      | САД, Француска, УК                        | 2008.      |                                                 | Група српских криминалаца се у далекој будућности бори са протагонистом (Вин Дизел) ради добијања војно значајног чипа. |
| Résolution 819                                   |                                      | Француска, Пољска, Италија                | 2008.      |                                                 | Млади истражитељ одлази у Сребреницу да истражује о тамошњем догађају. |
| Outpost                                          |                                      | Уједињено Краљевство                      | 2008.      |                                                 | Плаћеници спроводе заробљеника у бункер у Србији где је рат у току. |
| Taken                                            | 96 сати                              | Француска                                 | 2008.      |                                                 | Преводилац са албанског је Србин из Приштине. |
| Two and a Half Men                               | Два и по мушкарца                    | САД                                       | 2008.      |                                                 | Чарлијевог комшију (Мајкл Кларк Данкан) супруга вара са српским играчем америчког фудбала који "нема ни један самогласник у имену". |
| Zapamtite Vukovar                                |                                      | Хрватска                                  | 2008.      |                                                 | ЈНА и српске паравојне формације представљене су као злочиначке и криминалне. |
| Inbetween                                        |                                      | УК                                        | 2008.      | Бранко Томовић — Славко Станић                  | Српски војник који је сведочио страдању невиних албанских цивила трага за искупљењем. |
| Defendor                                         |                                      | Канада, САД                               | 2009.      |                                                 | Један од негативаца у филму је Србин. |
| I Love You, Man                                  |                                      | САД                                       | 2009.      |                                                 | Срби се спомињу као изразито длакави људи. |
| Storm                                            |                                      | Немачка                                   | 2009.      |                                                 | Тим истражитеља Хашког трибунала је послат да истражи злочине српског команданта. |
| Human Zoo                                        |                                      | Француска                                 | 2009.      | Никола Ђуричко — Срђан Васиљевић                | |
| Luftslottet som sprängdes                        | Девојка која је шутнула осиње гнездо | Шведска                                   | 2009.      |                                                 | Два српска криминалца су унајмљена од стране тајног огранка шведске службе безбедности са мисијом да убију протагонистикињу Лизабет Саландер. |
| Serbian Scars                                    | Српски ожиљци                        | САД                                       | 2009.      |                                                 | |
| Burn Notice                                      | Непоуздани агенти                    | САД                                       | 2009.      | Кристоф Конред — Милован Драгаш                 | У трећој сезони се појављује српски обавештајац Милован Драгаш који је ухваћен под сумњом да је терориста али испоставља се да је невин и да му је једна Американда отела децу. |
| Criminal minds                                   | Злочиначки умови                     | САД                                       | 2009.      |                                                 | У осмој епизоди пете сезоне, антагониста је серијски убица (психопата) сироче из Сарајева, коју усваја породица из Сребренице. Као дете је била у граду током опсаде, што је кључни разлог да постане убица. У серији се наводи да су српске снаге покушале да масакрирају 40.000 муслимана.            |
| Easy Money                                       | Лака лова                            | Шведска                                   | 2010.      |                                                 | Приказ српске криминалне организације у Шведској. |
| Salt                                             |                                      | САД                                       | 2010.      |                                                 | Руски дупли агент у САД не пролази детектор због шрапнела који му је нанела српска мина. |
| Ugly Americans                                   |                                      | САД                                       | 2010.      |                                                 | Један од ликова има реплику: Croatian tastes like Serbian. |
| The Closer                                       |                                      | САД                                       | 2010.      | Мајкл Аронов — Арманд Марку / Зоран Антоновић   | Тринаеста и четрнаеста епизода шесте сезоне говоре о сукобу Срба и Албанаца на територији Косова и Метохије; српске снаге су приказане као ратни злочинци. |
| Captifs                                          |                                      | Француска                                 | 2010.      |                                                 | Група медицинских радника на Косову је киднапована од стране српске мафије ради трговине органима. |
| The Expendables                                  | Плаћеници                            | САД                                       | 2010.      |                                                 | Тул (Мики Рурк) се присећа ратовања са Србима и коментарише да је шљивовица нарочито лоше локално пиће. |
| The Way Back                                     |                                      | САД                                       | 2010.      |                                                 | Рачуновођа Зоран је део групе која бежи из гулага. |
| Hawaii Five-0                                    | Хаваји 5-0                           | САД                                       | 2010.      |                                                 | Помиње се озлоглашена српска криминална организација са Новог Београда која убија и децу. |
| As If I Am Not There                             | Као да ја тамо нисам била            | Република Ирска                           | 2010.      |                                                 | Углавном алкохолисани војници војске Републике Српске пале школу, врше терор и силовања над цивилима. |
| Strike Back                                      |                                      | Уједињено Краљевство                      | 2010.      |                                                 | У једном кадру је приказан списак страдалих војника у претходним ратовима, укључујући једног мајора погинулог у Србији. |
| A Lonely Place to Die                            |                                      | Уједињено Краљевство                      | 2011.      |                                                 | Група планинара дубоко у природи открива киднаповану девојчицу коју је отела банда српских криминалаца. |
| Mercenaries                                      |                                      | САД                                       | 2011.      |                                                 | Група плаћеника ратује са српском војском у једном делу филма. |
| Mission: Impossible - Ghost Protocol             | Немогућа мисија: Протокол Дух        | САД                                       | 2011.      |                                                 | Након завршеног задатка агента кога тумачи Круз склањају у хотел у Хрватску. Тамо два Србина онеспособљују обезбеђе, отимају му жену, киднапују и убијају у шуми. |
| Happy Endings                                    | Срећни завршеци                      | САД                                       | 2011.      |                                                 | Протагонисткиње серије су Џејн и Алекс Керкович из Чикага које су пореклом из Србије. |
| Abduction                                        | Отмица                               | САД                                       | 2011.      |                                                 | Главни негативац је бивши српски обавештајац Никола Козлов. |
| How to Make It in America                        |                                      | САД                                       | 2011.      |                                                 | У трећој епизоди друге сезоне једног од ликова злоставља девојка Савина Бласковиц. На питање да ли схвата да му је девојка психопата, један од ликова одговара "Близу, она је из Србије". |
| The Seasoning House                              |                                      | САД                                       | 2012.      |                                                 | Горан је вођа криминалне група која води ланац проституције. |
| In the Land of Blood and Honey                   | У земљи крви и меда                  | САД                                       | 2012.      | Раде Шербеџија — Небојша Горан Костић — Данијел | Учесници у рату у Босни са српске стране су приказани као ратни злочинци. |
| The Sweeney                                      |                                      | Уједињено Краљевство                      | 2012.      |                                                 | Српски криминалци се сукобљавају са главним јунаком. |
| Die Brücke am Ibar                               |                                      | Немачка                                   | 2012.      | Зринка Цвитешић — Даница                        | Даница је Српкиња заљубљена у Албанца. |
| Agnus Dei                                        |                                      | Србија (Косово)                           | 2012.      |                                                 | Петар живи са мајком у селу у Србији. Током трајања филма сазнаје своје право порекло. |
| Kodi i jetës                                     |                                      | Србија (Косово)                           | 2012.      |                                                 | Приказ српске војске и народа генерално као злочинаца, лопова и силоватеља. |
| Easy Money II: Hard to Kill                      |                                      | Шведска                                   | 2012.      |                                                 | Приказ српске криминалне организације у Шведској. |
| Twice Born                                       | Двапут рођен                         | Италија                                   | 2012.      |                                                 | Прича о избеглици из Сарајева, њеном живот после рата и последица које носе на садашњи живот. |
| Jormungand                                       |                                      | Јапан                                     | 2012.      |                                                 | Један од антагониста у анимеу је Драган Николаевич, вођа групе Балкански змајеви. |
| Killing Season                                   | Сезона убијања                       | САД                                       | 2013.      | Џон Траволта — Емил Ковач                       | Ветеран рата у Босни који одлучује да се освети америчком ветерану (де Ниро). |
| Air Force One Is Down                            | Председнички авион: Отмица           | САД                                       | 2013.      | Руперт Грејвс — Драгутин                        | Аркадиј Драгутин је вођа српске криминалне групе која отима председнички авион и председника САД. |
| Sherlock                                         | Шерлок                               | Уједињено Краљевство                      | 2013.      |                                                 | У трећој сезони серије, Шерлок је лажирао своју смрт и постепено уништава Моријартијеву криминални мрежу, чији су најопаснији део и српски терористи, који га заробљавају и муче. |
| For Those Who Can Tell No Tales                  | За оне који не могу да говоре        | Босна и Херцеговина                       | 2013.      |                                                 | Приказ српских ратних злочина у хотелу у граду на граници Србије и Босне. |
| 21 & Over                                        |                                      | САД                                       | 2013.      |                                                 | Главни ликови играју бирпонг против дуа epic Serbs. |
| The Blacklist                                    | Црна листа                           | САД                                       | 2013.      | Џејми Џексон — Ранко Синесија Земани            | Земани је српски војник, терориста и криминалац који се налази на листи најтраженијих криминалаца ФБИ. Он хоће да се освети због смрти његове породице у Бихаћу. |
| Easy Money III: Life Deluxe                      |                                      | Шведска                                   | 2013.      |                                                 | Приказ српске криминалне организације у Шведској. |
| The Last Days on Mars                            | Последњи дани на Марсу               | САД                                       | 2013.      | Горан Костић — Марко Петровић                   | Петровић је астронаут српског порекла. |
| Parks and Recreation                             | Паркови и рекреација                 | САД                                       | 2013.      |                                                 | Једног од бивших градоначелника фиктивног града Пони убила је српска мафија бацањем из хеликоптера. |
| Broj 55                                          |                                      | Хрватска                                  | 2014.      |                                                 | Српске паравојне јединице нападају хрватски конвој који пружа јуначки отпор. |
| Montana                                          |                                      | Уједињено Краљевство                      | 2014.      | Ларкс Микелсен — Димитрије                      | Српски војник и четрнаестогодишњак се удружују да би ликвидирали вођу локалне криминалне групе. |
| Ride Along                                       | Луда вожња                           | САД                                       | 2014.      |                                                 | Полицајци се обрачунавају са српском криминалном организацијом која доминира Атлантом. |
| Chicago P.D.                                     |                                      | САД                                       | 2014.      |                                                 | Помиње се српска организована криминална група. |
| The Burn                                         |                                      | УК                                        | 2014.      | Бранко Томовић — Пламен Алексић                 | У краткометражном играном филму Пламен трага за својим несталим братом. |
| Skin Trade                                       | Трговина робљем                      | САД                                       | 2014.      | Рон Перлман — Виктор Драговић                   | Драговић је лидер српске криминалне организације интернационалних домета. |
| Kraftidioten                                     | По реду нестајања                    | Норвешка                                  | 2014.      |                                                 | Српска криминална група се бори за превласт над тржиштем са норвешком групом. |
| Brooklyn Nine-Nine                               |                                      | САД                                       | 2014.      |                                                 | Тадашњи председник Србије Томислав Николић се појављује као један од ликова у другој епизоди треће сезоне, која има неколико референци на Србију. |
| The Paradise Suite                               |                                      | Холандија                                 | 2015.      | Борис Исаковић — Ивица                          | Ивица је српски ратни злочинац који покушава да се помири са својом прошлошћу. |
| Sarajevo                                         |                                      | Аустрија, Чешка                           | 2014.      |                                                 | Филм прати акцију ликвидирања окупаторског владара од стране Гаврила Принципа и његових сабораца. |
| Power                                            | Моћ                                  | САД                                       | 2015.      |                                                 | Српски нарко картел је присутан у неколико сезона серије. |
| Scorpion                                         |                                      | САД                                       | 2015.      |                                                 | Протагонисти серије на Куби покушавају да ухапсе српског ратног злочинца. |
| NCIS: Naval Criminal Investigative Service       | Морнарички истражитељи               | САД                                       | 2015.      |                                                 | У дванаестој епизоди серије, српски агенти су се инфилтрирати у редове NCIS уз помоћ инсајдера. |
| The Last Panthers                                | Последњи пантери                     | Уједињено Краљевство                      | 2015.      |                                                 | Серија прати активности банде лопова већински пореклом из Србије и других делова Балкана. |
| Blue Bloods                                      |                                      | САД                                       | 2015.      |                                                 | У осамнаестој епизоди пете сезоне, младу Српкињу криминална група намамљује у лажни хостел за младе али она успева да позове полицију, која убацује свог агента као кртицу у редове криминалаца. |
| Bones                                            | Боунс                                | САД                                       | 2015.      | Херардо Челаско — Марк Ковач                    | У дешавањима пре почетка серије агент Бут убија српског генерала на Косову снајпером испред његове породице. У дванаестој сезони његов син се свети за тај догађај. |
| Knight of Cups                                   | Витез са пехаром                     | САД                                       | 2015.      |                                                 | Лик врачаре говори српски. |
| Kills on wheels                                  | Tiszta szívvel                       | Мађарска                                  | 2016.      | Душан Витановић — Радош                         | Радош је шеф локалне криминалне групе која доминира тим делом Мађарске. |
| MacGyver                                         | Макгајвер                            | САД                                       | 2016.      |                                                 | Део радње епизоде се одиграва на територији Србије и њене јужне покрајине. |
| The Final Barrier                                |                                      | Аустрија БиХ, Хрватска, Црна Гора, Србија | 2016.      |                                                 | Аустријски филмаџија одлази у камп за избеглице у Србији. |
| The Maus                                         |                                      | Шпанија                                   | 2017.      |                                                 | Пар одлази на одмор у срце Босне. По шумама Босне их локални Срби лове и муче. |
| Отель Элеон                                      | Хотел Елеон                          | Русија                                    | 2017.      | Милош Биковић — Павел Аркадијевич               | Аркадијевич је рођен у Србији и сувласник је хотела „Елеон”. |
| Downsizing                                       | Смањивање                            | САД                                       | 2017.      | Кристофер Волц — Душан Мирковић                 | Човек у кризи средњих година фокусиран на алкохол и жене. |
| Genius                                           | Геније                               | САД                                       | 2017.      | Саманта Коли — Милева Марић                     | Поред Милене Марић Ајнштајн приказан је њен родни Тител, као и други српски научници. |
| Fargo                                            | Фарго                                | САД                                       | 2017.      |                                                 | Антагониста треће сезоне серије Варга прича о томе како је Гаврило Принцип ликвидирао Франца Фердинанда. |
| An Ordinary Man                                  | Обичан човек                         | САД                                       | 2017.      | Бен Кингсли — Генерал                           | Генерал је тражени ратни злочинац (алудира се на Ратка Младића) чија је једина веза са спољњим светом његова служавка. |
| Le Bureau des légendes                           |                                      | Француска                                 | 2017.      |                                                 | Срби се помињу као терористи (као и Руси). |
| American Renegades                               |                                      | САД                                       | 2017.      |                                                 | Припадници специјалне америчке морнаричке јединице "Фоке" траже закопано нациситичко благо на дну језера у Босни, током чега се сукобљавају са локалним Србима. |
| La Casa de papel                                 | Кућа од папира                       | Шпанија                                   | 2017.      | Дарко Перић — Хелсинки                          | Хелсинки је један од учесника пљачке, пореклом је из Србије и задужен је за обезбеђење током акције. |
| Gyakusatsu kikan                                 |                                      | Јапан                                     | 2017.      |                                                 | На почетку филма се помињу акције Војске Републике Српске у Сарајеву. |
| Lemonade                                         | Лимунада                             | Румунија                                  | 2018.      | Горан Радаковић — адвокат                       | Лик адвоката помаже румунској мигранткињи да лакше добије потребне државе исправе. |
| What's This Country Called Now?                  |                                      | САД                                       | 2018.      |                                                 | Старац препричава акцију ликвидације Франца Фердинанда коју је извео Гаврило Принцип. |
| A Private War                                    |                                      | САД                                       | 2018.      |                                                 | Супруг Мери Колвин се присећа злочина које је чинила српска страна током ратова, укључујући одсецање глава. |
| Srbenka                                          |                                      | Хрватска                                  | 2018.      |                                                 | Филм о процесу припрема представе о убијеној дванаестогодишњој Српкињи 1991. у Загребу. |
| Snijeg za Vodu: Snow for Water                   |                                      | УК БиХ                                    | 2018.      |                                                 | Прича о покушају прибављање воде током битке за Сарајево. |
| Alija                                            |                                      | Турска                                    | 2018.      |                                                 | Серија о животу Алије Изетбеговиће. Српски ликови су приказани као негативци и његови опоненти. |
| Santa Clarita Diet                               |                                      | САД                                       | 2019.      |                                                 | У шестој епизоди треће сезоне, један лик жели да постане Knight of Serbia. |
| Балканский рубеж                                 | Балканска међа                       | Русија                                    | 2019.      |                                                 | Руско-српска група војника се бори са албанским терористима и изводи операцију заузимања аеродрома Слатина. |
| Posljednji Srbin u Hrvatskoj                     |                                      | Хрватска                                  | 2019       |                                                 | Део Срба је имун на ширење заразе зомбија. |
| Dnevnik Diane Budisavljević                      |                                      | Хрватска                                  | 2019.      |                                                 | Филм обрађује спасавање 11000 српске деце из усташких логора, иза којег стоји Диана Будисављевић |
| Отель Белград                                    | Хотел Београд                        | Русија                                    | 2019.      | Милош Биковић — Павел Аркадијевич               | Аркадијевич је сувласник хотела „Београд”. |
| Türkler Geliyor: Adaletin Kilic                  | Турци долазе: сабља правде           | Турска                                    | 2019.      |                                                 | Окрутни српски краљ Лазар заједно са својим витезовима Милошевићем и Караџићем отима преминулом турском султану супругу Мару, због чега Турци шаљу војску да га заустави. |
| Official Secrets                                 |                                      | УК                                        | 2019.      |                                                 | Уредник новина у којој се објављује текст који је тема филма, тражи да се напише текст који приказује Милошевића као зликовца и наводи да Британци „имају право на интервенцију”. |
| Easy Land                                        |                                      | Канада                                    | 2019.      | Нина Кири - Нина Мирјана Јоковић - Јасна        | Мајка и ћерка, српске мигранткиње, боре се за изградњу новог живота у Канади. |
| Last Christmas                                   | Последњи Божић                       | САД и УК                                  | 2019.      |                                                 | Ликови пореклом из Југославије псују за вечером на српском. |
| Snowpiercer                                      | Ледоломац                            | САД                                       | 2020−2024. | Алекс Пауновић — Бојан „Боки” Бошковић          | Један од споредних ликова у серији је Боки, главни кочничар Ледоломца, што је један од најопаснијих послова на возу. |
| Quo vadis, Aida?                                 | Куда идеш, Аида?                     | Босна и Херцеговина и још 8 држава        | 2020.      | Борис Исаковић — генерал Ратко Младић           | Прича о освајању Сребренице и масакру који је потом уследио. |
| Vampir                                           | Вампир                               | УК, Србија и Немачка                      | 2021.      |                                                 | Прича о човеку из Лондона који одлази у мало српско село где се стара о месном гробљу. |
| Sakli yuzler fragman                             | Скривена лица                        | Турска                                    | 2021.      |                                                 | Акциони трилер који за поставку има алтернативноисторијски сценарио у којем Србија напада Босну током Одбрамбено-отаџбинског рата. |
| Omerta 6/12                                      |                                      | Финска                                    | 2021.      |                                                 | Група српских терориста изводи координисани терористички напад на дан бала који организује председник и уједно дан Независности Финске. У филму се говори српски. |
| The North Water                                  |                                      | САД                                       | 2021.      |                                                 | Свештеник у петој епизоди серије говори протагонисти да му је драго да говори енглески језик јер се бојао да није Србин, Пољак или нека друга богом заборављена деноминација. |
| Dunay                                            | Дунав                                | Русија                                    | 2021.      |                                                 | Интровертна Рускиња долази у Београд и заљубљује се у екстровертног Србина Нешу. |
| Young Sheldon                                    | Млади Шелдон                         | САД                                       | 2022.      |                                                 | У тринаестој епизоди пете сезоне Џорџи каже за своје укућане да се свађају као Срби и Хрвати у Босни. |
| The King's Man                                   | The King's Man: Почетак              | УК САД                                    | 2022.      |                                                 | Конрад Оксфорд говори о Србији као малом делу света, док му отац говори да мале ствари могу прерасти у велике проблеме, у контексту почетка Првог светског рата. |
| Of An Age                                        |                                      | Аустралија                                | 2022.      |                                                 | Један од двојице главних ликова је Србин из Аустралије који открива своју сексуалност. |
| Here be dragons                                  |                                      | Аустралија                                | 2022.      |                                                 | Истражитељ ратних злочина нестаје у Београду током потраге за ратним злочинцем за кога се мислило да је мртав. |
| Sarajevo Safari                                  |                                      | Словенија                                 | 2022.      |                                                 | Документарни филм представља наводну причу да су појединци организовали сафари лов на људе током рата у Сарајеву, уз наводно посредство ВРС. |
| Crooks                                           |                                      | Немачка                                   | 2024.      | Фредерик Лау - Чарли Марковић                   | Српски бравар и бивши провалник кога српска мафија ангажује за последњи велики посао. |
| Rise of the Raven                                |                                      | Мађарска                                  | 2024.      |                                                 | У серији се приказују припадници племићке породице Бранковић, укључујући Мару Бранковић. |
| Човјек који није могао шутјети                   |                                      | Хрватска                                  | 2024.      |                                                 | Филм говори о ратном злочину који је починило неколико војника паравојних формација у Штрпцима 1993. |